# Maksim Huscik
Maksim Wiaczasławawicz Huscik (biał. Максім Вячаслававіч Гусцік; ros. Макси́м Вячесла́вович Гу́стик, Maksim Wiaczesławowicz Gustik; ur. 1 maja 1988, zm. 9 grudnia 2023) – białoruski narciarz dowolny, specjalizujący się w skokach akrobatycznych. W Pucharze Świata zadebiutował 1 marca 2008 roku w Moskwie, zajmując dziesiąte miejsce. Tym samym już w swoim debiucie wywalczył pierwsze pucharowe punkty. Na podium zawodów tego cyklu po raz pierwszy stanął 17 lutego 2012 roku w Kreischbergu, kończąc rywalizację na drugiej pozycji. Uplasował się tam między dwoma reprezentantami USA: Scottym Bahrke i Dylanem Fergusonem. Najlepsze wyniki w Pucharze Świata osiągnął w sezonie 2015/2016, kiedy to zajął 12. miejsce w klasyfikacji generalnej, a w klasyfikacji skoków był drugi. W 2015 roku wywalczył brązowy medal na mistrzostwach świata w Kreischbergu. Uległ tam tylko Chińczykowi Qi Guangpu i Alexowi Bowenowi z USA. W 2018 roku wystąpił na igrzyskach olimpijskich w Pjongczangu, zajmując 22. lokatę.

## Osiągnięcia

### Igrzyska olimpijskie
| Miejsce | Dzień     | Rok  | Miejscowość | Konkurencja        | Zwycięzca           |
| ------- | --------- | ---- | ----------- | ------------------ | ------------------- |
| 22.     | 18 lutego | 2018 | Pjongczang  | Skoki akrobatyczne | Ołeksandr Abramenko |

### Mistrzostwa świata
| Miejsce | Dzień       | Rok  | Miejscowość   | Konkurencja                  | Zwycięzca        |
| ------- | ----------- | ---- | ------------- | ---------------------------- | ---------------- |
| 11.     | 4 lutego    | 2011 | Deer Valley   | Skoki akrobatyczne           | Warren Shouldice |
| 15.     | 7 marca     | 2013 | Voss          | Skoki akrobatyczne           | Qi Guangpu       |
| 3.      | 15 stycznia | 2015 | Kreischberg   | Skoki akrobatyczne           | Qi Guangpu       |
| 7.      | 10 marca    | 2017 | Sierra Nevada | Skoki akrobatyczne           | Jonathon Lillis  |
| 20.     | 6 lutego    | 2019 | Deer Valley   | Skoki akrobatyczne           | Maksim Burow     |
| 4.      | 7 lutego    | 2019 | Deer Valley   | Skoki akrobatyczne drużynowo | Szwajcaria       |
| 20.     | 10 marca    | 2021 | Ałmaty        | Skoki akrobatyczne           | Maksim Burow     |

### Puchar Świata

#### Miejsca w klasyfikacji generalnej
- sezon 2007/2008: 145.
- sezon 2008/2009: 160.
- sezon 2009/2010: 115.
- sezon 2010/2011: 36.
- sezon 2011/2012: 24.
- sezon 2012/2013: 19.
- sezon 2013/2014: 97.
- sezon 2014/2015: 27.
- sezon 2015/2016: 12.
- sezon 2016/2017: 21.
- sezon 2017/2018: 11.
- sezon 2018/2019: 161.
- sezon 2019/2020: 37.

#### Miejsca na podium w zawodach
1. Kreischberg – 17 lutego 2012 (skoki) – 2. miejsce
2. Deer Valley – 1 lutego 2013 (skoki) – 1. miejsce
3. Bukowel – 23 lutego 2013 (skoki) – 3. miejsce
4. Moskwa – 21 lutego 2015 (skoki) – 3. miejsce
5. Pekin – 20 grudnia 2015 (skoki) – 1. miejsce
6. Mińsk – 20 lutego 2016 (skoki) – 2. miejsce
7. Moskwa – 4 marca 2017 (skoki) – 2. miejsce
8. Secret Garden – 16 grudnia 2017 (skoki) – 2. miejsce